# Laura Vivaldi
Laura Vivaldi, pseudonimo di Ida Fossa (1946), è un'attrice italiana che, ancora adolescente, è passata come una meteora nel panorama del cinema italiano degli anni sessanta.
È ricordata essenzialmente per aver interpretato il ruolo dell'adolescente Silvana nel film Il rossetto, di Damiano Damiani, del 1960, girato accanto a Pietro Germi.
A causa della sua partecipazione a questo film, la ragazza allora tredicenne non fu ammessa alla scuola di suore che aveva frequentato nei precedenti due anni.
Dopo di allora ha interpretato solo un altro film, Tempo di credere, di Antonio Racioppi, del 1962.

## Filmografia
- Il rossetto, regia di Damiano Damiani (1960)
- Tempo di credere, regia di Antonio Racioppi (1962)